# Dictionnaire historique des rues de Paris
Il Dictionnaire historique des rues de Paris è un libro di Jacques Hillairet, storico francese esperto in storia di Parigi, frutto di numerosi anni di ricerca. Il libro comprende la storia di 5 334 vie della città in due volumi, accompagnate da 2 343 illustrazioni.

## Edizioni
Il libro, la cui prima edizione risale al 1960 ad opera delle Éditions de Minuit, viene regolarmente aggiornato e ristampato dal 1963. Durante la stesura, l'autore ha consultato tra le altre fonti il Dictionnaire administratif et historique des rues de Paris et de ses monuments di Louis e Félix Lazare del 1844 e Histoire de Paris rue par rue, maison par maison, pubblicato da Charles Lefeuve nel 1863. A seguito della morte di Hillairet, avvenuta nel 1984, ad occuparsi delle correzioni è Pascal Payen-Appenzeller, grazie al quale il Dictionnaire è giunto alla sua 11ª edizione nel 2004.
Il dizionario ha ricevuto il Grand Prix Histoire dall'Académie française.